# Rhabdomastix (Rhabdomastix) nigropumila
Rhabdomastix (Rhabdomastix) nigropumila is een tweevleugelige uit de familie steltmuggen (Limoniidae). De soort komt voor in het Oriëntaals gebied.